# Tabebuia lepidota
Tabebuia lepidota là một loài thực vật có hoa trong họ Chùm ớt. Loài này được (Kunth) Britton miêu tả khoa học đầu tiên năm 1915.